# Szendrő
Szendrő est une ville et une commune du comitat de Borsod-Abaúj-Zemplén en Hongrie. Sa population est de 4260 habitants au 1/1/2015 et sa superficie de 53,56 km2 soit 79,33 habitants/km2.

## Histoire
Szendrő est mentionné pour la première fois en 1312 sous la forme Zundreu, comme limitrophe du village de Szalonna. Il est probable que son nom provient de son propriétaire nommé Szend.